# Arthur Johnston
Arthur Johnston (Nueva York,10 de enero de 1898-1 de mayo de 1954) fue un compositor de canciones estadounidense que trabajó con importantes artistas como Irving Berlin, Johnny Burke, Sam Coslow o Bing Crosby.
Fue nominado en una ocasión al premio Óscar a la mejor canción original en 1936 por «Pennies From Heaven» para la película homónima donde era interpretada por Bing Crosby con letra de Johnny Burke, premio que fue finalmente otorgado a la canción «The Way You Look Tonight», de Jerome Kern y Dorothy Fields, para la película Swing Time donde era interpretada por el bailarín, actor y cantante Fred Astaire.

## Premios y distinciones
Premios Óscar
| Año  | Categoría              | Canción               | Película         | Resultado |
| ---- | ---------------------- | --------------------- | ---------------- | --------- |
| 1937 | Mejor canción original | «Pennies from Heaven» | Dinero del cielo | Nominado  |